# Smiley Culture
Smiley Culture, właśc. David Wiktor Emanuel (ur. 10 lutego 1963 w Londynie, zm. 15 marca 2011 w Warlingham) – brytyjski wokalista reggae, oraz jeden z prekursorów rapu w Wielkiej Brytanii.
Karierę zaczynał jako DJ w jednym ze studiów nagraniowych. W 1984, ukazał się jego pierwszy singel "Cockney Translation". Jeszcze pod koniec tego samego roku ukazał się jego kolejny singel "Police Officer", z którego tytułowy utwór stał się największym przebojem artysty. Była to rzekomo autobiograficzna opowieść o tym jak artysta został zatrzymany przez policję za posiadanie marihuany. Utwór poruszał poważną na owe czasy problematykę traktowania czarnoskórych Brytyjczyków przez policję. Utwór znalazł się w Top 20 przebojów stacji radiowych. Singel sprzedał się 160 tys. egzemplarzy. W następstwie jego sukcesu Culture dał dwa koncerty w BBC i w 1985, we wznowieniu ukazał się "Cockney Translation", który sprzedał się w 40 tys. egzemplarzy.
Kolejne płyty Culture nie powtórzyły sukcesu Police Officer. W późniejszym okresie artysta wystąpił jeszcze w filmie Absolute Beginners z 1986, a także wystąpił w reklamie telewizyjnej.
Został aresztowany w lipcu 2010, w związku z zarzutem sprzedaży kokainy wartej 250 tys. funtów. 28 września został oficjalnie oskarżony o spisek dostawy kokainy. Jego proces miał się rozpocząć 21 marca 2011.
15 marca 2011, do domu artysty przybyła policja w celu aresztowania go w związku z podejrzeniem udziału w przemycie kokainy wartej 2 miliony funtów przejętej przez brytyjskich celników. Policja dokonała także przeszukania mieszkania artysty. Culture miał poprosić w trakcie przeszukania o możliwość zrobienia herbaty. Wyszedł do kuchni i wbił sobie własnoręcznie nóż w serce w wyniku czego zmarł.